# Гарсия Кабрера, Альберто
Альберто Гарсия Кабрера (исп. Alberto García Cabrera; род. 9 февраля 1985, Барселона) — испанский футболист, вратарь. Его старший брат, Хави Гарсия, также был футбольным вратарём, после завершения карьеры стал тренером вратарей.

## Карьера
Гарсия — воспитанник каталонского футбола, занимался в академии «Барселоны». Начинал карьеру в клубе «Райо Махадаонда» в 2004 году. Затем недолго поиграл за клубы «Сант-Андреу», «Вильярреал B», «Агилас» и «Фигерас», а в 2007 году не оказался в «Реал Мурсия». Играл преимущественно за вторую команду клуба, но 17 мая 2008 года получил шанс сыграть за первую команду в Примере в матче с «Барселоной», от которой пропустил пять голов. После вылета «Мурсии» в Сегунду стал получать больше практики в первой команде. В 2009 году перешёл в «Кордову», где несколько сезонов был основным вратарём.
18 июня 2013 года договорился о расторжении контракта с «Кордовой» и заключил четырёхлетнее соглашение с хихонским «Спортингом». На протяжении трёх сезонов был резервным вратарём клуба. В сезоне 2015/16 вернулся с ним в Примеру, где сыграл шесть матчей, также был одним из четырёх капитанов команды. В июле 2016 года договорился о расторжении соглашения со «Спортингом» и в качестве свободного агента заключил двухлетний контракт с «Хетафе». В сезоне 2016/17 был основным вратарём, но в следующем потерял место в стартовом составе и ушёл в годичную аренду в «Райо Вальекано». После того, как помог клубу выйти в Примеру, с ним был заключён полноценный контракт на три года. Сезон 2018/19 начинал как основной вратарь, но вскоре проиграл конкуренцию Столе Димитриевскому. Гарсия вернулся в стартовый состав весной 2019 года и отбил пенальти в двух подряд матчах, с «Валенсией» и «Атлетиком». Сезон 2019/20 он начинал в качестве капитана «Райо Вальекано», но уже после семи туров выбыл из строя из-за серьёзной травмы левого колена. В ноябре 2019 года Гарсия перенёс операцию на колене, после которой вынужден был пропустить остаток сезона 2019/20 и сезон 2020/21.